# Nix kiện Hedden
Nix kiện Hedden (tiếng Anh: Nix v. Hedden), 149 U.S. 304 (1893), là một phán quyết của Tối cao Pháp viện Hoa Kỳ cho rằng, theo các quy định hải quan của Hoa Kỳ, cà chua nên được phân loại là một loại rau thay vì một loại trái cây. Phán quyết nhất trí của Tòa án cho rằng Đạo luật thuế quan năm 1883 đã sử dụng nghĩa thông thường của các từ "trái cây" và "rau", thay vì nghĩa kỹ thuật về thực vật.

## Bối cảnh của vụ án
John Nix thành lập ủy ban trái cây John Nix & Co. tại Thành phố New York vào năm 1839. Công ty trở thành một trong những đơn vị bán sản phẩm lớn nhất ở Thành phố New York vào thời điểm đó và là một trong những công ty đầu tiên vận chuyển sản phẩm từ Virginia, Florida và Bermuda đến New York.
Năm 1883, Tổng thống Chester A. Arthur ký Đạo luật Thuế quan ngày 3 tháng 3 năm 1883, yêu cầu phải áp thuế đối với rau nhập khẩu, nhưng không áp thuế lên trái cây. Công ty John Nix & Co. đã đệ đơn kiện Edward L. Hedden, Cục trưởng Cục thuế của Cảng vụ New York, để đòi lại các khoản thuế đã nộp theo phản đối. Họ lập luận chống lại mức thuế bằng cách chỉ ra rằng về mặt thực vật học, cà chua là một loại quả do cấu trúc mang hạt của nó phát triển từ phần hoa của cây.